# Svinjarec
Svinjarec – wieś w Chorwacji, w żupanii zagrzebskiej, w gminie Dubrava. W 2011 roku liczyła 53 mieszkańców.